# Młodzieżowe Indywidualne Mistrzostwa Polski na Żużlu 2006
Młodzieżowe Indywidualne Mistrzostwa Polski w sporcie żużlowym – coroczny cykl turniejów mających wyłonić najlepszych polskich żużlowców do 21 roku życia. W sezonie 2006 MIMP składały się z dwóch półfinałów i finału.
Z każdego półfinału do finału awans uzyskała najlepsza ósemka turnieju. Zawodnicy z dziewiątych miejsc w finale pełnili rolę rezerwowych.
Tytułu Mistrza Polski bronił 21-letni Adrian Miedziński. Złoty medal MIMP'2006 zdobył Karol Ząbik z Apatora Toruń.

## Półfinały

### Piła
- Piła, 6 lipca 2006 (16:00)
- Stadion: Polonia Piła
- Sędzia: Marek Czernecki (Wrocław)

| Msc. | Zawodnik                        | Klub         | Pkt |             |  |
| ---- | ------------------------------- | ------------ | --- | ----------- |  |
| 1    | (12) Adrian Miedziński          | Toruń        | 13  | (2,3,3,3,2) |  |
| 2    | (13) Wojciech Druchniak         | Rybnik       | 11  | (3,2,1,2,3) |  |
| 3    | (3) Adam Kulczyński             | Zielona Góra | 11  | (3,3,2,2,1) |  |
| 4    | (7) Paweł Hlib                  | Tarnów       | 11  | (1,2,3,2,3) |  |
| 5    | (10) Marcin Jędrzejewski        | Bydgoszcz    | 10  | (1,3,0,3,3) |  |
| 6    | (14) Paweł Miesiąc              | Rzeszów      | 10  | (2,2,3,0,3) |  |
| 7    | (1) Andrzej Głuchy              | Gorzów       | 10  | (1,3,3,1,2) |  |
| 8    | (2) Adrian Gomólski             | Gniezno      | 10  | (2,1,2,3,2) |  |
| 9    | (8) Mateusz Jurga               | Leszno       | 7   | (3,2,1,1,u) |  |
| 10   | (4) Michał Łopaczewski          | Bydgoszcz    | 6   | (0,1,2,3,0) |  |
| 11   | (9) Adrian Płuska               | Rawicz       | 5   | (3,1,0,0,1) |  |
| 12   | (11) Daniel Pytel               | Poznań       | 5   | (t,1,2,0,2) |  |
| 13   | (6) Marcin Piekarski            | Częstochowa  | 3   | (2,0,0,1,-) |  |
| 14   | (16) Sebastian Brucheiser       | Ostrów Wlkp. | 3   | (1,0,1,1,0) |  |
| 15   | (15) Krystian Barański          | Grudziądz    | 2   | (0,0,0,2,w) |  |
| 16   | (5) Michał Mitko                | Rybnik       | 2   | (0,0,1,0,1) |  |
| 17   | (17) Adrian Szewczykowski       | Gorzów       | 0   | (0)         |  |
| 18   | (18) Damian Baliński (ur. 1989) | Leszno       | 0   | (d)         |  |

### Wrocław
- Wrocław, 6 lipca 2006 (17:00)
- Stadion: Stadion Olimpijski we Wrocławiu
- Sędzia: ?

| Msc. | Zawodnik                     | Klub         | Pkt |             |  |
| ---- | ---------------------------- | ------------ | --- | ----------- |  |
| 1    | (1) Karol Ząbik              | Toruń        | 13  | (1,3,3,3,3) |  |
| 2    | (11) Dawid Stachyra          | Rzeszów      | 13  | (2,3,2,3,3) |  |
| 3    | (4) Ronnie Jamroży           | Wrocław      | 12  | (2,3,2,3,2) |  |
| 4    | (10) Patryk Pawlaszczyk      | Rybnik       | 11  | (3,3,1,2,2) |  |
| 5    | (7) Mirosław Jabłoński       | Gniezno      | 10  | (2,1,3,2,2) |  |
| 6    | (15) Mateusz Szczepaniak     | Częstochowa  | 9   | (2,2,3,2,0) |  |
| 7    | (9) Krzysztof Buczkowski     | Bydgoszcz    | 8+3 | (d,2,3,d,3) |  |
| 8    | (6) Grzegorz Zengota         | Zielona Góra | 8+2 | (3,2,0,1,2) |  |
| 9    | (13) Alan Marcinkowski       | Zielona Góra | 8+1 | (3,1,0,1,3) |  |
| 10   | (8) Marcin Liberski          | Ostrów Wlkp. | 8+0 | (1,2,2,2,1) |  |
| 11   | (5) Kamil Zieliński          | Tarnów       | 6   | (0,0,2,3,1) |  |
| 12   | (3) Maciej Piaszczyński      | Poznań       | 5   | (3,0,0,1,1) |  |
| 13   | (17) (2) Maciej Ciesielski   | Tarnów       | 2   | (0,1,u,0,1) |  |
| 14   | (12) Sławomir Dąbrowski      | Gorzów       | 2   | (1,1,d,w,0) |  |
| 15   | (16) Adam Kajoch             | Leszno       | 2   | (1,0,1,0,0) |  |
| 16   | (14) Tomasz Schmidt          | Opole        | 1   | (0,d,1,w,0) |  |
| 17   | (18) Rafał Fleger            | Rybnik       | 1   | (1)         |  |
| -    | (-) (17) Bartosz Kwiatkowski | Łódź         | -   | ns          |  |
|      | (2) Kamil Brzozowski         | Gorzów       |     |             |  |

- (2) Maciej Ciesielski za Kamila Brzozowskiego

## Finał
- Toruń, 5 sierpnia 2006
- Stadion: Stadion im. Mariana Rose
- Sędzia: Piotr Lis
- NCD – Adrian Miedziński (62,52) – w szóstym biegu
- Widzów – ok. 2 tys.

| Msc. | Zawodnik                  | Klub         | Pkt |               |  |
| ---- | ------------------------- | ------------ | --- | ------------- |  |
| 1    | (5) Karol Ząbik           | Toruń        | 14  | (3,2,3,3,3)   |  |
| 2    | (14) Adrian Miedziński    | Toruń        | 13  | (3,3,3,3,1)   |  |
| 3    | (12) Paweł Hlib           | Tarnów       | 12  | (2,3,2,2,3)   |  |
| 4    | (9) Dawid Stachyra        | Rzeszów      | 11  | (t,3,2,3,3)   |  |
| 5    | (15) Krzysztof Buczkowski | Bydgoszcz    | 11  | (2,3,1,2,3)   |  |
| 6    | (1) Wojciech Druchniak    | Rybnik       | 8   | (3,1,3,1,w)   |  |
| 7    | (7) Andrzej Głuchy        | Gorzów       | 8   | (2,2,2,0,2)   |  |
| 8    | (16) Adrian Gomólski      | Gniezno      | 7   | (1,2,1,2,1)   |  |
| 9    | (4) Marcin Jędrzejewski   | Bydgoszcz    | 6   | (w,1,3,0,2)   |  |
| 10   | (6) Alan Marcinkowski     | Zielona Góra | 6   | (0,1,2,1,2)   |  |
| 11   | (10) Paweł Miesiąc        | Rzeszów      | 5   | (3,2,w,u,w)   |  |
| 12   | (13) Grzegorz Zengota     | Zielona Góra | 5   | (0,0,1,3,1)   |  |
| 13   | (8) Marcin Liberski       | Ostrów Wlkp. | 5   | (1,0,1,1,2)   |  |
| 14   | (11) Ronnie Jamroży       | Wrocław      | 4   | (1,1,0,2,w)   |  |
| 15   | (2) Patryk Pawlaszczyk    | Rybnik       | 2   | (2,0,0,0,0)   |  |
| 16   | (R1) Mateusz Jurga        | Leszno       | 2   | (1,0,0,1,0)   |  |
| 17   | (3) Adam Kulczyński       | Zielona Góra | 0   | (u/-,-,-,-,-) |  |
| 18   | (R2) Maciej Piaszczyński  | Poznań       | 0   | (d)           |  |
|      | () Mateusz Szczepaniak    | Częstochowa  |     | kontuzja      |  |
|      | () Mirosław Jabłoński     | Gniezno      |     | kontuzja      |  |

Bieg po biegu:
1. (63,64) Druchniak, Pawlaszczyk, Jurga, Kulczyński (u/-), Jędrzejewski (w/su)
2. (63,32) Ząbik, Głuchy, Liberski, Marcinkowski
3. (62,70) Miesiąc, Hlib, Jamroży, Piaszczyński (d4), Stachyra (t)
4. (63,39) Miedziński, Buczkowski, Gomólski, Zengota
5. (63,52) Stachyra, Ząbik, Druchniak, Zengota
6. (62,52) Miedziński, Miesiąc, Marcinkowski, Pawlaszczyk
7. (63,24) Buczkowski, Głuchy, Jamroży, Jurga
8. (63,05) Hlib, Gomólski, Jędrzejewski, Liberski
9. (63,37) Druchniak, Marcinkowski, Gomólski, Jamroży
10. (63,64) Ząbik, Hlib, Buczkowski, Pawlaszczyk
11. (63,61) Miedziński, Stachyra, Liberski, Jurga
12. (brak) Jędrzejewski, Głuchy, Zengota, Miesiąc (w/su)
13. (63,99) Miedziński, Hlib, Druchniak, Głuchy
14. (64,86) Zengota, Jamroży, Liberski, Pawlaszczyk
15. (64,14) Ząbik, Gomólski, Jurga, Miesiąc (u)
16. (64,77) Stachyra, Buczkowski, Marcinkowski, Jędrzejewski
17. (64,24) Buczkowski, Liberski, Miesiąc (w/u), Druchniak (w/u)
18. (63,96) Stachyra, Głuchy, Gomólski, Pawlaszczyk
19. (63,88) Hlib, Marcinkowski, Zengota, Jurga
20. (64,02) Ząbik, Jędrzejewski, Miedziński, Jamroży (w)
Wyścig dodatkowy im. Kazimierza Araszewicza
21. (63,95) Ząbik, Hlib, Buczkowski, Głuchy